# العلاقمة
قرية العلاقمة هي إحدى القرى التابعة لمركز ههيا في محافظة الشرقية في جمهورية مصر العربية. حسب إحصاءات سنة 2006، بلغ إجمالي السكان في العلاقمة 11083 نسمة، منهم 5682 رجل و5401 امرأة.

## الخدمات
تفتقد القرية لخدمات الصرف الصحي، مما تسبب ارتفاع منسوب المياه الجوفية وتهديد بعض مباني القرية بالانهيار.

## التاريخ
قرية العلاقمة من القرى القديمة، حيث ورد اسم «العلاقمة» في أعمال الشرقية ضمن قرى الروك الصلاحي التي أحصاها ابن مماتي في كتاب قوانين الدواوين، كما وردت في أعمال الشرقية ضمن قرى الروك الناصري التي أحصاها ابن الجيعان في كتاب «التحفة السنية بأسماء البلاد المصرية». وفي العصر العثماني وردت في التربيع العثماني الذي أجراه الوالي العثماني سليمان باشا الخادم في عصر السلطان العثماني سليمان القانوني ضمن قرى ولاية الشرقية، وفي تاريخ 1228هـ/1813م الذي عدّ قرى مصر بعد المسح الذي قام به محمد علي باشا باسم «العلاقمة» ضمن قرى مديرية الشرقية.